# کوبلاش
کوبلاش (به لهستانی:  Kobylasz) یک منطقهٔ مسکونی در لهستان است که در گمینا لینگا واقع شده‌است. کوبلاش  ۱۹۴ نفر جمعیت دارد.